# Parasite (Halo, roman)
Pour les articles homonymes, voir Parasite.
Halo : Parasite (titre original : Halo: The Floods, première traduction du titre : Halo : Les Floods) est un roman américain de science-fiction écrit par William Dietz (traduit en français par Fabrice Joly et Laurent Laget) et publié le 1er avril 2003 aux États-Unis puis le 4 octobre 2004 en France. Ce deuxième roman de la série est inspiré de la série de jeux vidéo Halo et est la suite directe de La Chute de Reach. Parasite traite des évènements se déroulant dans Halo: Combat Evolved, ,.
Pour la réédition du 28 septembre 2010 par Tor Books, le roman a eu des corrections dans le récit ainsi que l'ajout de contenus complémentaires, ce qui a été considéré dans les rééditions françaises qui ont suivi. L'édition de 2024 par 404 Éditions est une reprise de la traduction de Fabrice Joly avec la révision de Laurent Laget.